# Gravermarka
Gravermarka est une localité du comté de Nordland, en Norvège.

## Géographie
Administrativement, Gravermarka fait partie de la kommune de Vågan.